# 東京湾アクアライン
東京湾アクアライン（とうきょうわんアクアライン、英語: TOKYO-WAN-AQUA-LINE EXPWY）・東京湾アクアライン連絡道（とうきょうわんアクアラインれんらくどう、AQUA RENRAKU EXPWY）は、神奈川県川崎市から東京湾を横断して千葉県木更津市へ至る有料道路および高速道路である。国道409号の一部を構成する。
東京湾横断道路・東京湾横断道路連絡道として地域高規格道路の計画路線に指定されている。
高速道路ナンバリングによる路線番号はアクアライン・アクア連絡道ともに 「CA」 が割り振られている。

## 概説
東京湾の中央部を、神奈川県側の川崎市から千葉県側の木更津市までをほぼ一直線に結んで横断する、自動車専用道路の有料道路の名称で、川崎浮島ジャンクション (JCT) - 木更津金田インターチェンジ (IC) 間を「東京湾アクアライン」、木更津金田IC - 木更津JCT間を「東京湾アクアライン連絡道」という。東京湾横断道路の建設に関する特別措置法では、川崎市と木更津市との間で東京湾を横断する一般国道を東京湾横断道路と定義しており、また、旧日本道路公団による有料管理を前提としていわゆる民活の手法が具体化されていた。道路法上は、一般国道409号の路線に指定されており、自動車専用道路に指定されている。
東京湾アクアライン道路全体の総延長は15.1キロメートル (km) で、このうち、東京湾を横断する川崎側の約9.5 km区間に東京湾アクアトンネル（以下、アクアトンネル） と呼ばれるトンネル、木更津側の約4.4 km区間に東京湾アクアブリッジ（以下、アクアブリッジ）と呼ばれる橋がある。
トンネルと橋が直結される場所は、人工島である海ほたるパーキングエリア (PA) が設けられ、海ほたるPA内で川崎・木更津両方向共にUターンが可能である。アクアブリッジは、日本一の長さ（全長4,384 m）の橋梁、アクアトンネルは、山手トンネル・関越トンネル・飛驒トンネルに次ぐ日本第4位の長さ（全長9,607 m）の道路トンネルで、海底道路トンネルとしては日本最長、世界でも第2位の長さである。またアクアトンネル内は、一般国道の中でも日本一標高が低い位置（海面下60 m）を通る場所で知られる。
木更津人工島である海ほたるPAは、幅100 m、全長650 mで5階建ての休憩施設がある。いっぽうの川崎人工島である「風の塔」は直径195 mの円形の人工島で、アクアトンネルの中間に位置し、トンネル内の換気を行っている。
1997年12月18日に開通。日本道路公団が一般有料道路として管理していたが、2000年7月3日の事業計画変更に伴い、2013年4月27日に開通した首都圏中央連絡自動車道の東金ジャンクション(JCT) - 木更津JCTを含め東京湾横断・木更津東金道路と有料道路事業の道路名を変更。同時に京葉道路・千葉東金道路で構成されていた料金プール制（通称：千葉プール）に組み込まれた。2005年10月1日の道路公団民営化により、現在は東日本高速道路管理の全国路線網となっている。
1988年11月には川崎人工島（風の塔）と木更津人工島（海ほたるパーキングエリア）の間のトンネル部分に警察管轄区域の管轄区分線を設定し、区分線西側を神奈川県警、区分線東側を千葉県警察が管轄している。また、1997年10月には関係自治体の千葉県・東京都・神奈川県・木更津市・川崎市が管轄区分線と同様に協定し、境界線を定めた。また、同年12月には消防部局の管轄の取り決めを行い、アクアブリッジ全体とアクアトンネル上り線を木更津市消防本部（木更津消防署金田分署）が、アクアトンネル下り線を川崎市消防局（臨港消防署浮島出張所）が担当することとなった。木更津人工島および浮島JCT管理Aヤードにはアクアトンネルの避難坑を走行することができる、車体の低い専用消防車の車庫が設置され、消火活動車（化学消防車に準ずる装備）、救助活動車（救助工作車に準ずる装備）、救急活動車（救急車に準ずる装備）がそれぞれ1台ずつ配備されている。
夜景スポットの魅力を高めるため、150メートル間隔に設置していたポール型照明を撤去し、LED照明計285灯を新たに取り付ける工事に2013年11月から着工し、2014年8月に完成した。

### 路線データ
- 道路名：東京湾横断道路（名称：東京湾アクアライン）[8]
- 路線名：一般国道409号[8]
- 起点：神奈川県川崎市川崎区浮島町地先[8]
- 終点：千葉県木更津市中島[8]
- 延長：15.1 km[8]
- 道路規格：第1種第2級・自動車専用道路[8]
- 設計速度・最高速度：80 km/h[8]
- 車線数：3.5 m×4車線（将来構想6車線）[8]
- 総事業費：約1兆4409億円
- 事業期間：1987年（昭和62年）7月 - 1997年12月
- 開通：1997年（平成9年）12月18日[8]
- 推定交通量
  - 供用時：25,000台/日
  - 20年後：64,000台/日
- 最急勾配 : 4%

### 構造

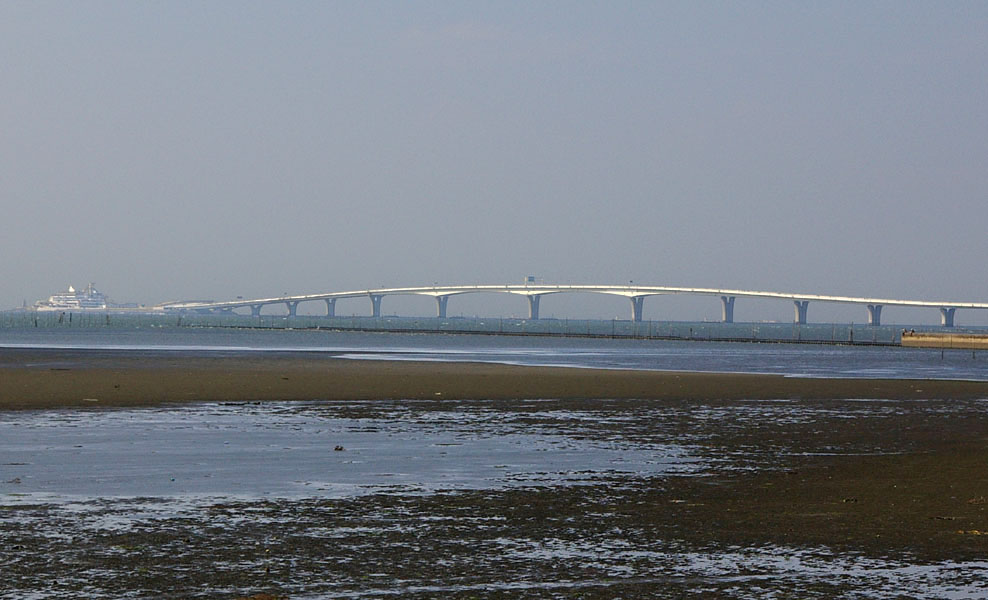
東京湾アクアライン橋梁部。左端は海ほたるPAで、そこから川崎までの間は海底トンネルで結ばれる。(JH時代に撮影 2005年)

川崎と木更津とを結ぶアクアラインは、川崎側はシールドトンネル、木更津側は橋梁を採用している。この構造は当初構想された工法・構造から一大転換されて採用されたものである。
1971年頃の構想では、川崎側と木更津側の両側を橋梁構造とし、中央部をシールドトンネルではなく沈埋トンネルとするものであった。トンネルを採用したのは、船舶および航空機という東京湾の海上および上空の既存の交通との兼ね合いである。
つまり、全ての区間で橋梁構造を採用すると大型船舶の航行に支障をきたす。とはいえ、橋梁で大型船舶を通過させるだけの高度を確保すると羽田空港を離着陸する航空機の障害となる。そのため、大型船舶を航行可能とするトンネル部分を設ける必要があったのである。
実は、この構想段階では二つの案が含まれており、一方（A案）は当時のトンネル換気技術に基づいて、中央部に3 kmの沈埋トンネルを建設し、盛り土構造の2つの人工島で橋梁と接続するものであった。他方（B案）も中央部のみを沈埋トンネルとする点は変わらないが、トンネル中央部にも換気用の人工島を設置して2本の沈埋トンネルを接続し合計5 kmをトンネル構造とする案であった。
そして工費の優位性からA案が詳細に検討され、1975年に建設省が中央部をトンネル構造とする案を発表して、以降はA案を前提として事業の調査が進められた。1981年頃には換気技術の進歩を反映させ、1本の沈埋トンネルにおいて中央部5 kmとする案に変更されたが、中央部を1本の沈埋トンネルとするA案の構造に変わりはなかった。
1985年度になると、中央部を沈埋トンネルとする構造から、川崎側の10 km全てをトンネルの構造とし、そのトンネルの工法もシールド工法とするように計画変更がなされた。その理由は、川崎側は船舶の航行が多く、実際に建設予定地には1日に1,300隻もの船舶が通過しているとされたが、全体の約7割が川崎側の橋梁予定部分に集中していたためである。また、川崎側を橋梁からトンネルにし、さらに中央部も含めてトンネルの工法を沈埋工法からシールド工法に変更すれば建設時・供用開始後の航行する船舶への影響を少なくできるとされた。
構想当初においてはシールド工法は発展途上であり、小口径のトンネルのみに採用され大口径の海底トンネルに採用された事例は無かったが、シールド工法は構想中にも進歩し続けていたので技術的に実現可能に至ったという経緯からである。さらに施工費用の面では、川崎側をトンネル構造に変更したとしても、軟弱な地盤に下部工の施工費用をかけて橋梁とするものと大差無いことも判明したため、現在の構造が採用されるに至った。
シールドトンネル（アクアトンネル）と橋梁（アクアブリッジ）は、長さ約650 m、幅約100 mの木更津人工島（海ほたるPA）で結ばれており、アクアブリッジの橋げたは、海ほたる付近で総トン数2,000トンの船舶が航行可能な径間の確保と、桁下部分のクリアランスを確保するため高くなっている。また、耐震性と走行性の向上を図るため、日本国内には前例がない最多11径間となる多径間連続化が図られている。

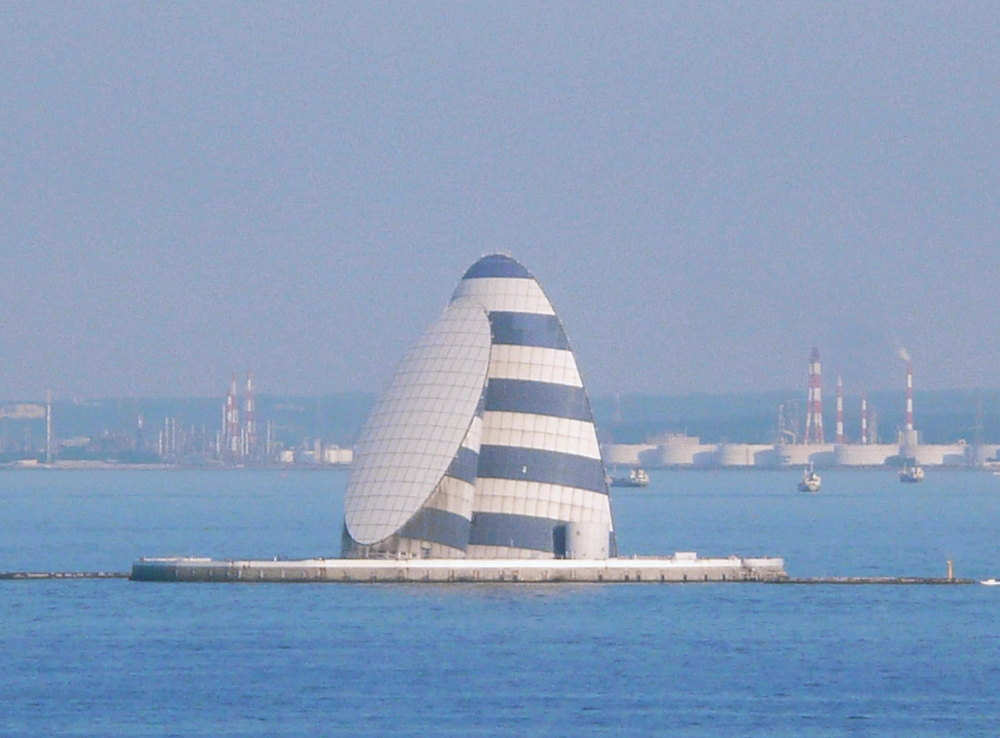
風の塔（川崎人工島）。人工島の外径は約195 mの円形で、中央部には海底トンネル換気用として、海上96 mの大塔と海上81 mの小塔の2つの換気塔が建つ。

アクアトンネルの掘削は、浮島、川崎人工島（風の塔）、および木更津人工島の3か所から発進した世界最大径となる外径14.14 mの合計8機のシールドマシンによって進められた。
川崎人工島は、トンネルの中間地点に位置するドーナツ型の縦穴基地であり、シールドマシンを発進させるため最初に木更津人工島とともに建設された。川崎人工島は供用開始後トンネルの換気塔のためにも使用され、その中心には排気ガスと新鮮な空気を入れ替える設備がある。東京湾に吹く風を利用して換気するため、換気塔の傾斜などは、季節ごとに変わる風の向きや強さを全て空気力学的に計算された結果である。川崎人工島の構造物の素材には、羽田空港を離着陸する飛行機が発するレーダー波を乱反射しないものが使用されている。
トンネルの換気塔は川崎側にも設置され、浮島換気口として機能している。浮島換気口はピラミッド状（四角錐）の装飾を有していたが、羽田空港D滑走路供用開始時には換気口上部が航路の障害となったため、2009年に上部の12 mを取り払う改修工事が行われた。
シールド工法の断面は円状であるため、アクアトンネルの車道下側に、緊急車両などが通る管理用道路や光ファイバーなどの通信ケーブルが設置されている。この車道下側は、避難用通路としても機能するように、気圧を0.1%高めることで、火災発生時に煙の侵入を防いでおり、車道からスロープで降りられるようになっている。車道には300m置きに避難口（上下線合わせて66箇所）があり、避難用通路にはNEXCO東日本 岩槻道路管制センターにつながる、直通の非常電話も設置されている。
アクアラインはトンネル部、橋梁部とも4車線だが、将来的に6車線化が可能な構造で建設されている。アクアトンネルには、現在の上下線に加えて2車線分のトンネルをもう1本掘削できるよう坑口部の準備工事がなされており、海ほたるPAの休日用駐車場の奥に300 m程のトンネルが掘削されている他、風の塔も3本目のトンネルが接続可能な構造となっている。また、アクアブリッジは外側に車線を追加する拡幅が可能な構造となっている。

### 建設の効果
東京湾アクアラインの開通によって、木更津 - 川崎間の距離が約100 kmから30 km、所要時間も約90分から約30分へと短縮された。千葉房総エリアの半島性が緩和され、首都圏の物流効率の向上や、房総半島の経済産業発展や両岸地域の相互文化交流に寄与している。

#### 開業初期
通行料金の設定は、数回の料金改定を経て、普通車料金で1997年の開通当時は4,000円だったのが3,000円まで引き下げられた。なお、アクアライン開通前は普通車料金で5000円を予定していた。
総工費は約1兆4,409億円に対して開通時の利用は推定交通量を大幅に下回り、その費用対効果の面で批判を招いた。これは、通行料金が高速道路全国プール制に組み込まれず、アクアライン単独償還で非常に高額なためで、3000円時代は、普通車の海上部は通常料金で1 km当たり約198.68円となっていた。採算性に重大な問題が生じているが、これは元々の推定交通量の見通しがデタラメだったという指摘がある。開通20年後（2017年）には、上下線合わせて一日64,000台、すなわち片側2車線上を24時間休みなしに、毎日2.7秒に1台の自動車が通過するであろうという交通量が推定されていた。
建設の目的の一つとして、東京湾環状道路を構成し、また圏央道とともに3環状道路の一番外側の環状道路の一部を担い、首都高速湾岸線等の渋滞緩和に役立つことが期待されていたが、僅か15キロメートルの道路なのに高額な通行料金のため、アクアラインに利用転換する自動車が無く、目立った成果はなかった。
木更津地区の更なる活性化が期待されていたが、木更津は単なる通過点となり、開業すると房総半島在住の買物客が比較的安価な運賃である高速バス（後述）を利用して、東京都内や横浜へ流出してしまう「ストロー効果」が促進された結果、木更津駅前の百貨店である木更津そごうやスーパーマーケットが相次いで撤退し、駅前商店街がシャッター通り化したり、アクアラインの開通を見込んで造成した住宅地や工業団地の用地が売れ残り、地価が暴落するなど、木更津市を中心とした商圏経済に大打撃となり、2010年代前半までの長期間に渡って低迷する一因になった。
2007年に館山自動車道が全線開通したことで、東京から南房総までの所要時間が約1時間前後短縮された。

#### 値下げ後

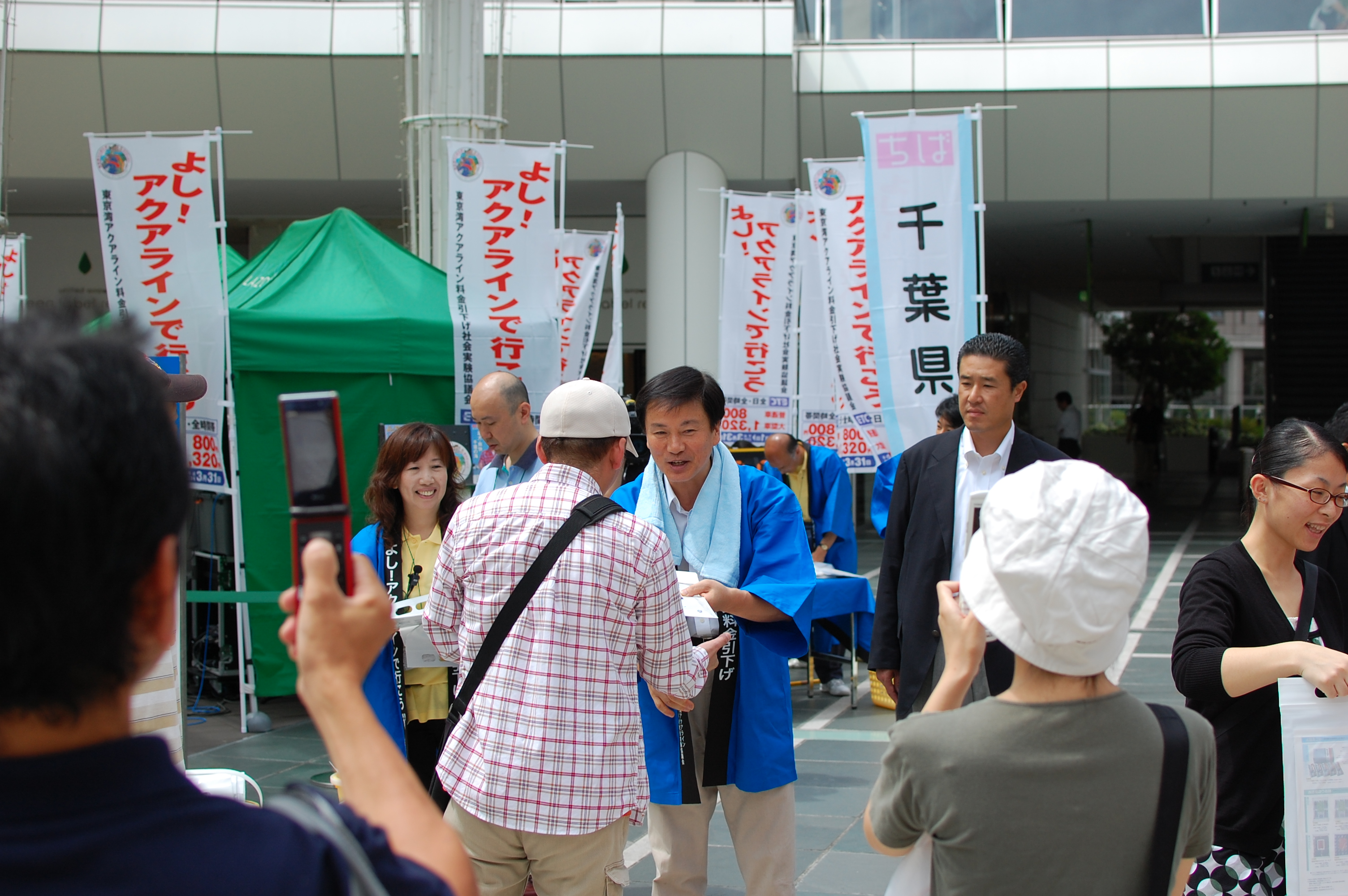
利用を促す千葉県知事（当時）の森田健作。2009年8月撮影

2009年、森田健作がETC無線走行に限り「普通車800円へ引き下げる」と千葉県知事選挙で公約し当選した。公約は麻生内閣との協議を経て実行された。社会実験による通行料金引き下げにより、アクアラインの交通量は増加。1日の平均交通量が平均1万台だったものが4万台となった。千葉県は、通行料金の引き下げによる経済効果は、2年半で1,155億円と推計した。
また、京浜地域に通勤する労働者が、木更津市や君津市内に相次いで引越しして地価が急騰したり、郊外にアウトレットモールやショッピングセンターが順次進出して、アクアライン開業前の経済状況に回復しつつある。
2013年4月に首都圏中央連絡自動車道（圏央道）が東金JCTまでが開通し、房総半島山間部を横断することにより、茂原市・夷隅郡など外房北部地域への到達時間も短縮された。
一方で、競合する東京湾フェリーの輸送台数が2008年度に比べて約3割減少し、フェリーが1艘削減されたり、JR東日本では館山自動車道と競合する内房線の特急「さざなみ」の利用者が蘇我駅 - 館山駅で減少し、特に2015年のダイヤ改正で、特別急行列車の君津駅 - 館山駅間で定期運行廃止や本数の大幅削減、日中の運転系統分離を強いられたり、開通翌年の1998年には、房総夏ダイヤが廃止されたりするデメリットも表れている。また、対岸の神奈川県側における経済効果（2014年4月から2016年9月まで）は約127億円と千葉県における経済効果（約869億円）やアクアラインと直接結んでいない東京都における経済効果（約148億円）と比べても少なく、「もっと両岸の交流を活発にすべき」との指摘もある。

## 歴史
東京湾横断道路の構想は、1961年（昭和36年）に産業計画会議から出された第12次勧告「東京湾の横断堤を～高潮と交通の解決策として～」内にも記述があり、昭和30年代から構想そのものは存在したが、それから30年以上の歳月を経て1997年（平成9年）に実現した道路である。
東京湾横断道路の建設に関する特別措置法に基づき、民間・地方公共団体・日本道路公団の共同出資により設立した東京湾横断道路株式会社が建設・管理を行い、日本道路公団が道路を所有し、対外調整を行う方式によって事業が実施された。建設工事は東京湾横断道路株式会社が東京湾アクアラインの海上部にあたる約14.3 km区間を担当し、日本道路公団は、事業調整・用地買収・漁業補償のほかに、川崎市と木更津市の陸上部の建設を受け持った。
東京湾の海底はヘドロ層の軟弱な地盤であることに加え、地震も頻繁に起こるなど海底トンネルとしては悪条件が重なっており、人類を初めて月面に到達させたアメリカ合衆国連邦政府の「アポロ計画」になぞらえて、技術者たちからは「土木のアポロ計画」と呼ばれた。工事に用いた鋼材は約46万トン、セメントは約70万トンが使用され、総工費は約1兆4,000億円にも達した。
- 1961年（昭和36年）7月：産業計画会議第12次勧告として「東京湾の横断堤を～高潮と交通の解決策として～」内で川崎・木更津間の交通路を提言する[39]。
- 1966年（昭和41年）4月：建設省が調査を開始する。
- 1971年（昭和46年）4月：建設省が「民間事業主体の活用による東京湾横断道路の建設について」の中間報告があった。
- 1972年（昭和47年）7月：東京湾横断道路研究会が設立される。
- 1973年（昭和48年）
  - 3月：建設省が東京湾横断道路調査中間報告書を作成する。
  - 6月：研究会が東京湾横断道路事業計画案をまとめる。
  - 12月：石油ショックの影響により、政府予算編成方針で大型プロジェクトの新規着工延期を決定する。
- 1974年（昭和49年）12月：木更津市促進期成同盟から建設大臣宛に要望書が提出される。
- 1975年（昭和50年）8月：建設省が技術会議において「技術的には建設可能」との結論を得る。
- 1976年（昭和51年）8月：日本道路公団に東京湾横断道路調査室を設置する。
- 1978年（昭和53年）5月：第8次道路整備5カ年計画において、「調査を進め事業化を図る」と位置づけられる。
- 1979年（昭和54年）7月：日本道路公団東京第一建設局に東京湾横断道路調査課を設置する。
- 1980年（昭和55年）8月：日本道路公団が海上ボーリングを実施する。
- 1981年（昭和56年）
  - 4月：川崎 - 木更津 - 成田間が国道409号に指定される。
  - 6月：国土庁首都圏整備計画で「調査を進め計画の具体的推進を図る」と位置づけられる。
  - 11月：日本道路公団が「東京湾横断道路の調査概要」をまとめる。
- 1982年（昭和57年）8月：第9次道路整備5カ年計画案において「調査を完了し、建設に着手する」と明記される。
- 1989年（平成元年）5月27日：着工される。
- 1996年（平成8年）3月28日：アクア連絡道袖ケ浦IC - 木更津JCT間(4.7 km)開通[40]。
- 1997年（平成9年）
  - 12月3日：アクア連絡道木更津金田IC - 袖ケ浦IC間(3.9 km)開通[40]。
  - 12月18日：東京湾アクアライン浮島JCT - 木更津金田IC間(15.1 km)開通[41]。
- 2009年（平成21年）8月1日：ETC無線通行に限り、通行料を毎日終日800円（普通車）へ大幅に引き下げ[42]。
- 2022年（令和4年）3月30日 ：ETC通行料金800円（普通車）の3年間延長を発表。
- 2023年（令和5年）7月22日：ETC社会実験「【CA】東京湾アクアライン上り線（木更津→川崎方面利用と海ほたるPAでの両方向のUターン走行を含む）におけるETC時間帯別料金」を2024年3月31日までの土日祝に実施。
- 2024年（令和6年）3月27日：
  - ETC通常料金引き下げを2034年まで延長。
  - ETC社会実験「【CA】東京湾アクアライン上り線（木更津→川崎方面）におけるETC時間帯別料金」を2025年3月31日までの土日祝実施に延長。
- 2025年4月1日：以下のとおりとなる
  - 下り線においても社会実験を実施（上り線とは異なる時間変動型割引）
  - 上り線の時間変動型料金割引の社会実験を2026年3月31日まで継続すると共に実施内容を後述するように変更。

## インターチェンジなど
| 路線名                    | IC 番号         | 施設名                       | 接続路線名               | 起点 から (km) | BS                                                                                         | 備考                                                                         | 所在地                 | 所在地                 |
| ------------------------- | --------------- | ---------------------------- | ------------------------ | -------------- | ------------------------------------------------------------------------------------------ | ---------------------------------------------------------------------------- | ---------------------- | ---------------------- |
| 首都高速神奈川6号川崎線   |                 |                              |                          |                |                                                                                            |                                                                              |                        |                        |
| 東京湾アクアライン        | 1               | 浮島IC 川崎浮島JCT           | 国道409号 首都高速湾岸線 | 0.0            |                                                                                            |                                                                              | 神奈川県 川崎市 川崎区 | 神奈川県 川崎市 川崎区 |
| 東京湾アクアライン        | -               | 東京湾アクアトンネル         | -                        |                | -                                                                                          | 長さ 9,607 m 危険物積載車両通行禁止 トンネルの中間地点に川崎人工島（風の塔） | 神奈川県 川崎市 川崎区 | 神奈川県 川崎市 川崎区 |
| 東京湾アクアライン        | -               | 海ほたるPA                   | -                        | 9.8            | ○                                                                                          | 木更津人工島 Uターンが可能                                                   | 千葉県                 | 木更津市               |
| 東京湾アクアライン        | -               | 東京湾アクアブリッジ         | -                        |                | -                                                                                          | 長さ 5,384 m                                                                 | 千葉県                 | 木更津市               |
| 東京湾アクアライン        | 2               | 木更津TB 木更津金田IC        | 国道409号                | 15.1           |                                                                                            |                                                                              | 千葉県                 | 木更津市               |
| 東京湾アクアライン連絡道  | 2               | 木更津TB 木更津金田IC        | 国道409号                | 15.1           |                                                                                            |                                                                              | 千葉県                 | 木更津市               |
| 3                         | 袖ケ浦IC        | 国道409号 国道410号 国道16号 | 19.0                     | ●              |                                                                                            | 袖ケ浦市                                                                     | 千葉県                 |                        |
| -                         | （木更津西JCT） |                              | 22.2                     |                | 一般国道409号東京湾横断・木更津東金道路と東関東自動車道千葉富津線の境界 一般道との接続なし | 木更津市                                                                     | 千葉県                 |                        |
| 16                        | 木更津JCT       | E14 館山自動車道             | 23.7                     |                |                                                                                            | 木更津市                                                                     | 千葉県                 |                        |
| C4 首都圏中央連絡自動車道 |                 |                              |                          |                |                                                                                            |                                                                              |                        |                        |

## 路線状況
東京湾アクアトンネルは道路法第46条第3項の5 km以上の長大トンネルで、ほぼ全てが東京湾の真下を潜る水底トンネルも兼ねているため、浮島JCT - 海ほたるPA間は危険物積載車両の通行が禁止されている。
該当車両は東関東道や京葉道路などへ大きく迂回しなければならないが、接続する首都高速湾岸線の東京港トンネル・空港北トンネル・多摩川トンネル・川崎航路トンネル、更には湾岸線に並行する首都高速1号羽田線の羽田トンネルも危険物積載車両の通行が禁止されており、川崎方面へは一般道路を経由するか、東名高速などへ迂回する必要がある。
なお、規制区間の手前である上り線の袖ケ浦ICと木更津金田ICの手前には、該当車両の退出を促す注意標識が設置されている。海ほたるPAは、Uターンする必要こそあるものの、木更津方面からのみ該当車両の利用が可能である。

### 通行料金
木更津金田IC - 木更津JCT間は「東京湾アクアライン連絡道（アクア連絡道）」区間として、東京湾アクアラインとは別料金となっている。木更津西JCT - 木更津JCT間（1.5 km）は高速自動車国道である東関東自動車道千葉富津線に含まれ、高速自動車国道普通区間の料金が適用される。

#### 現行料金（2019年10月1日 - ）
| 車種     | 現金車  | （参考） ETC通常料金 （- 2034年3月31日・予定） | ETC/ETC2.0 「アクアライン割引」 |
| -------- | ------- | ---------------------------------------------- | ------------------------------- |
| 軽自動車 | 2,510円 | 1,600円                                        | 640円                           |
| 普通車   | 3,140円 | 1,960円                                        | 800円                           |
| 中型車   | 3,770円 | 2,320円                                        | 960円                           |
| 大型車   | 5,190円 | 3,130円                                        | 1,320円                         |
| 特大車   | 8,640円 | 5,100円                                        | 2,200円                         |

| 車種     | （参考） ETC通常料金 （- 2034年3月31日・予定） | （参考） ETC/ETC2.0 「アクアライン割引」 | 時間帯       | 時間帯        | 時間帯        |
| 車種     | （参考） ETC通常料金 （- 2034年3月31日・予定） | （参考） ETC/ETC2.0 「アクアライン割引」 | 0:00 - 13:00 | 13:00 - 20:00 | 20:00 - 24:00 |
| -------- | ---------------------------------------------- | ---------------------------------------- | ------------ | ------------- | ------------- |
| 軽自動車 | 1,600円                                        | 640円                                    | 640円        | 960円         | 480円         |
| 普通車   | 1,960円                                        | 800円                                    | 800円        | 1,200円       | 600円         |
| 中型車   | 2,320円                                        | 960円                                    | 960円        | 1,440円       | 720円         |
| 大型車   | 3,130円                                        | 1,320円                                  | 1,320円      | 1,980円       | 990円         |
| 特大車   | 5,100円                                        | 2,200円                                  | 2,200円      | 3,300円       | 1,650円       |

| 車種     | （参考） ETC通常料金 （- 2034年3月31日・予定） | （参考） ETC/ETC2.0 「アクアライン割引」 | 時間帯      | 時間帯       | 時間帯        | 時間帯        | 時間帯        |
| 車種     | （参考） ETC通常料金 （- 2034年3月31日・予定） | （参考） ETC/ETC2.0 「アクアライン割引」 | 0:00 - 4:00 | 4:00 - 13:00 | 13:00 - 19:00 | 19:00 - 20:00 | 20:00 - 24:00 |
| -------- | ---------------------------------------------- | ---------------------------------------- | ----------- | ------------ | ------------- | ------------- | ------------- |
| 軽自動車 | 1,600円                                        | 640円                                    | 320円       | 640円        | 1,280円       | 640円         | 320円         |
| 普通車   | 1,960円                                        | 800円                                    | 400円       | 800円        | 1,600円       | 800円         | 400円         |
| 中型車   | 2,320円                                        | 960円                                    | 480円       | 960円        | 1,920円       | 960円         | 480円         |
| 大型車   | 3,130円                                        | 1,320円                                  | 660円       | 1,320円      | 2,640円       | 1,320円       | 660円         |
| 特大車   | 5,100円                                        | 2,200円                                  | 1,100円     | 2,200円      | 4,400円       | 2,200円       | 1,100円       |

| 車種     | （参考） ETC通常料金 （- 2034年3月31日・予定） | （参考） ETC/ETC2.0 「アクアライン割引」 | 時間帯      | 時間帯      | 時間帯      | 時間帯       |
| 車種     | （参考） ETC通常料金 （- 2034年3月31日・予定） | （参考） ETC/ETC2.0 「アクアライン割引」 | 0:00 - 4:00 | 4:00 - 5:00 | 5:00 - 7:00 | 7:00 - 24:00 |
| -------- | ---------------------------------------------- | ---------------------------------------- | ----------- | ----------- | ----------- | ------------ |
| 軽自動車 | 1,600円                                        | 640円                                    | 320円       | 640円       | 800円       | 640円        |
| 普通車   | 1,960円                                        | 800円                                    | 400円       | 800円       | 1,000円     | 800円        |
| 中型車   | 2,320円                                        | 960円                                    | 480円       | 960円       | 1,200円     | 960円        |
| 大型車   | 3,130円                                        | 1,320円                                  | 660円       | 1,320円     | 1,650円     | 1,320円      |
| 特大車   | 5,100円                                        | 2,200円                                  | 1,100円     | 2,200円     | 2,750円     | 2,200円      |

整備重視の料金から利用重視の料金への転換という方針のもと、2014年（平成26年）4月1日に伊勢湾岸道路と同等の1キロメートル当たり108.1円に料金水準が引き下げられた。ただし、債務の返済状況やETC車の割合が増え料金徴収コスト差が拡大している現状を考慮し、ETC限定で当面10年間実施とされた。その後期限となる2024年3月に更に10年の延長が発表された。
ETC普通車800円は、消費税率が8%となる2014年度以降も、千葉県が引き続き費用の一部を負担することを前提としてそのままの額で継続されることになり、財源は平成25年度補正予算により手当された。
割引期間は、10年間という報道もあるが、これは前述の利用重視の料金水準の実施期間を元に報道されたもので、NEXCOのプレスリリースでは「当分の間」、事業許可においては「東日本高速道路株式会社が別に定める日まで」 とされており、必要な財源の執行は、日本国政府および千葉県の協議により、年度ごとの毎年更新となっていた。
千葉県は補助を継続し、平成27年度千葉県予算案で、東京湾アクアライン料金割引事業として5億円が計上されている。日本国政府と千葉県の事業継続協議は年度ごとの実施であったが、2019年度からは3年ごとの協議に改められた。2022年（令和4年）3月30日に向こう3年間の継続が決まったことが国土交通省から発表された。国と県が毎年それぞれ約5億円ずつ拠出する。
2023年6月、国土交通省道路局、千葉県、NEXCO東日本の三者は休日の夕方時間帯における上り線（木更津→川崎方面）の渋滞緩和策としてロードプライシング（変動料金）制度を同年7月22日から2024年3月31日までの予定でETC搭載の全車種を対象に「ETC社会実験制度」として導入することを発表した。ロードプライシングを導入するのは2021年開催の東京オリンピック・パラリンピックに伴う首都高速道路での期間限定導入以来、2例目となる。その後、2025年3月31日までの予定で社会実験が継続される事となった。
また、2025年4月1日 - 2026年3月31日までの間、上記社会実験の見直しにより上下線での社会実験に移行すると共に、時間帯・料金を2024年とは変更した形の社会実験とすると2024年12月4日発表した。

#### アクアライン特別割引導入から2014年3月まで
| 車種     | 通常料金 | ETCアクアライン 特別割引 | ETC社会実験割引 （2009年8月 - ） |
| -------- | -------- | ------------------------ | -------------------------------- |
| 軽自動車 | 2,400円  | 1,860円                  | 640円                            |
| 普通車   | 3,000円  | 2,320円                  | 800円                            |
| 中型車   | 3,600円  | 2,780円                  | 960円                            |
| 大型車   | 4,950円  | 3,830円                  | 1,320円                          |
| 特大車   | 8,250円  | 6,380円                  | 2,200円                          |

アクアライン特別割引（割引率約23%）は、2002年7月19日から実施していた社会実験が 2006年4月1日から恒久化されたものである。その後もETC車を対象にした社会実験割引が相次いで実施され、2007年8月20日に通勤割引を開始、同年9月25日からは特定区間割引が実施されていた。
2009年3月、生活対策に基づく高速道路料金の引き下げ開始と同時に、各種時間帯割引が本格的に開始された。まず、3月20日から休日特別割引（上限1,000円）がアクアラインで先行実施され、3月28日には深夜割引・通勤割引、3月30日には平日夜間割引・平日昼間割引も開始された。
2009年千葉県知事選挙で、森田健作がETC無線走行に限り普通車800円へ引き下げると公約し当選した。これにより、内閣総理大臣麻生太郎と会談が行われ、麻生政権下の国土交通省（日本国政府）と千葉県が必要費用を負担する社会実験として、2009年8月1日から通行料金を毎日終日800円（普通車）へ大幅に引き下げた。当初予定は2011年（平成23年）3月31日までであったが、さらに延長された。

### 交通量
2009年8月からの料金引き下げ社会実験（ETC割引800円）を開始してからは、交通量が2008年度比で1.5倍前後に伸び、2012年度は4月に開業した三井アウトレットパーク 木更津による波及効果が大きく 2008年度全日比で約1.8倍、2005年度道路交通センサス平日24時間交通量比では約3倍と通行量が増大した。それでも、開通20年後（2017年）に推定していた上下線合わせて一日64,000台の交通量には達していない現状がある。
24時間交通量（台） 道路交通センサス
| 区間                        | 平成11（1999）年度 | 平成17（2005）年度 | 平成22（2010）年度 | 平成27（2015）年度 | 令和3（2021）年度 |
| --------------------------- | ------------------ | ------------------ | ------------------ | ------------------ | ----------------- |
| 川崎浮島IC/JCT - 海ほたるPA | 06,350             | 11,462             | 29,339             | 40,204             | 46,745            |
| 海ほたるPA - 木更津金田IC   | 06,282             | 11,661             | 29,239             | 40,115             | 47,142            |
| 木更津金田IC - 袖ヶ浦IC     | 05,089             | 08,291             | 19,901             | 25,699             | 28,962            |
| 袖ヶ浦IC - 木更津JCT        | 05,820             | 08,340             | 18,369             | 24,117             | 27,214            |

（出典：「平成17年度　道路交通センサス一般交通量調査結果」（関東地方整備局ホームページ）「平成22年度道路交通センサス」・「平成27年度全国道路・街路交通情勢調査」｢令和3年度 全国道路・街路交通情勢調査」（国土交通省ホームページ）より一部データを抜粋して作成）

#### 社会実験開始前後の1日あたりの平均通行量
| 区分   | 実験開始後44ヶ月間の平均 （平成21年8月1日～平成25年3月31日） | 実験開始前平成20年度の平均 （平成20年4月1日～平成21年3月31日） | 対平成20年度比 |
| ------ | ------------------------------------------------------------ | -------------------------------------------------------------- | -------------- |
| 全日   | 34,200台／日                                                 | 20,800台／日                                                   | 164%           |
| 土日祝 | 42,500台／日                                                 | 27,800台／日                                                   | 153%           |
| 平日   | 30,100台／日                                                 | 17,200台／日                                                   | 175%           |

#### 渋滞
開通当初は、高額な通行料金による通行量の少なさから自然渋滞は発生しなかったが、通行料の値下げ施策により次第に交通量が増加したことで、通勤時間帯やゴールデンウィークなどピーク期に、東京湾アクアトンネルの両端にあたる川崎浮島ジャンクション（上り線）と海ほたるPA入口（下り線）付近で、速度低下による1 km程度の混雑が日常的に見られるようになった。休日の日中は、海ほたるPAへの入庫待ちのために、分岐手前付近で渋滞を起こすこともある。また、トンネルや連絡橋の坂道とほぼ直線という線形から、追突事故や故障車が発生しやすく、車線規制による事故渋滞を生ずることもある。
交通量が飛躍的に増加した2012年以降は、週末・休日の夕方に上り線川崎浮島JCTからアクア連絡道の木更津JCTまで全線にわたる渋滞が頻繁に発生するようになった（並行ルートの京葉道路や東関東道でも同時間帯は渋滞している場合が多い）。
主に川崎・東京方面から、房総半島へレジャーで向かったマイカーが、Uターンラッシュを生じさせるものであり、木更津JCTから川崎浮島JCTまで90分以上になることもある。これは、川崎浮島JCTの接続道路となる首都高速湾岸線と異なり片側2車線である上、アクア連絡道と木更津金田ICが合流する木更津本線料金所手前と、川崎浮島JCT手前の登坂速度低下がボトルネックとなっており、交通容量の逼迫から発生するものである。また下り線においては、週末・休日の朝から昼にかけて、海ほたるPA手前や木更津金田IC付近を先頭とする渋滞が、接続する首都高速湾岸線両方向にも伸び、大型連休時などは大井JCTから海ほたるPAまで数時間費やすこともあり、羽田空港の利用者や飛行機の発着にも影響を及ぼしかねないとの指摘もある。
2013年4月27日から、上り線のアクアトンネル終点（浮島側）手前の登坂部分の壁側面に、速度低下を防ぐ効果がある「ペースメーカーライト」を設置している。

### 道路管理者
- NEXCO東日本 関東支社
  - 東京湾アクアライン管理事務所 : 全線

#### 路側放送(ハイウェイラジオ)
- アクアトンネル（川崎浮島JCT - 海ほたるPA 東京湾アクアトンネル内）:上下線別内容を放送。
- アクアブリッジ（海ほたるPA - 木更津金田IC）

## 地理
陸上部は、東京湾アクアラインが神奈川県川崎市に約0.3 km、千葉県木更津市側に0.6 kmにあり、千葉県木更津市にある東京湾アクアライン連絡道（木更津金田IC - 木更津JCT）に8.6 kmある。線形は全線に渡って東西方向にほぼ一直線で、海ほたるPAや、東京湾の海上部の橋梁区間を木更津から川崎方面に向かうと、左前方に横浜市街地、遠方に富士山を望むことができる。東京湾に浮かぶ海ほたるは、世界的にみても珍しい海上のパーキングエリアとなっている。

### 通過する自治体
- 神奈川県
  - 川崎市川崎区
- 千葉県
  - 木更津市 - 袖ケ浦市 - 木更津市

### 交差する道路
- 首都高速湾岸線（川崎浮島JCT、川崎市川崎区浮島町）
- 首都高速神奈川6号川崎線（川崎浮島JCT、川崎市川崎区浮島町）
- E14 館山自動車道(館山道)（木更津JCT、木更津市中尾）
- C4 首都圏中央連絡自動車道(圏央道)（木更津JCT、木更津市中尾）

## 東京湾横断道路株式会社
東京湾横断道路株式会社（とうきょうわんおうだんどうろ、英: TRANS-TOKYO BAY HIGHWAY CORPORATION）は、1986年（昭和61年）10月1日に設立された第三セクター企業である。
1987年（昭和62年）7月13日、東京湾横断道路の建設に関する特別措置法に基づき、日本道路公団と建設協定を締結し、東京湾横断道路建設事業者となった。開通前日の1997年（平成9年）12月17日、改めて道路公団と管理協定を締結し、日常的管理業務をおこなっている。本社は東京都品川区大井1丁目20番6号住友大井町ビル北館5階。

### 業務
- 建設協定に基づく横断道路の新設工事

会社は横断道路のうち、海上部の詳細設計および工事を行い、陸上部や基本設計・漁業補償については、直接日本道路公団が行った。1997年（平成9年）12月1日に、東京湾アクアラインの道路価額1.2兆円を日本道路公団に売却済であり、2005年（平成17年）10月1日に、日本道路公団の債務を承継した日本高速道路保有・債務返済機構から、長期の割賦による工事代金の分割支払いが行われている。
- 管理協定にもとづく維持、修繕等の管理
- 休憩施設事業

海ほたるPAの営業

## 高速バス
交通量が想定を下回る一方、運賃が比較的安価な高速バスの路線は開通時から設定され、木更津駅から横浜駅・新宿駅・品川駅・川崎駅・羽田空港など、あるいは東京駅から木更津駅・君津駅・袖ケ浦駅・茂原駅・安房鴨川駅・勝浦駅・館山駅など房総半島各地への路線が運行され充実している。近年では木更津周辺から都心への通勤客も増加しており、鉄道と並ぶ通勤の足としても利用されている。
アクアライン開通後にパークアンドライドを想定して、木更津金田バスターミナル、袖ケ浦バスターミナル、君津バスターミナル、市原バスターミナル、市原鶴舞バスターミナルも設置された。
羽田空港・横浜方面および新富士駅から成田空港へのリムジンバスは、通常ルートである首都高速湾岸線が大渋滞や通行止めになった際に、アクアラインへ迂回運行する場合がある。
逆にアクアラインが長時間通行止めになることが予告されている「ちばアクアラインマラソン」開催日（2012年から基本的に隔年開催で10月の日曜日、ただし2020年は中止）などは、下記路線の内の重要便がアクアラインを経由しない首都高速湾岸線に迂回運行することもある。

### 東京都心 - 房総半島
- 東京 - 木更津線（京成バス・日東交通）: 東雲車庫 - 東京駅⇔木更津金田BT - 木更津駅 - 君津製鉄所
- 東京 - 三井アウトレットパーク線（京成バス・日東交通）: 浜松町BT - 東京駅⇔三井アウトレットパーク
- 東京 - 君津線（京成バス・日東交通）: 東雲車庫/浜松町BT-東京駅⇔木更津金田BT - 木更津羽鳥野BS - 君津BT - 君津駅 - 青堀駅
- 東京 - 袖ケ浦線（小湊鉄道）【東京ガウライナー】: 東京駅鍛冶橋駐車場⇔袖ケ浦BT - 袖ケ浦駅
- 東京 - 館山線【房総なのはな号】（JRバス関東・日東交通）: 東京駅⇔上総湊駅 - ハイウェイオアシス富楽里 - 館山駅 - 千倉駅前 - 安房白浜
- 東京 - 鴨川線【アクシー号】（京成バス・日東交通）: 東京タワー - 浜松町BT - 東京駅⇔木更津金田BT - かずさアーク - 久留里駅前 - 安房鴨川 - 鴨川シーワールド - 亀田病院
- 東京 - 勝浦線（京成バス・小湊鉄道・日東交通）: 浜松町BT - 東京駅⇔木更津金田BT - 市原鶴舞BT - 大多喜 - 勝浦駅 - 御宿/安房小湊
- 品川 - 木更津線（京浜急行バス・日東交通・小湊鉄道）: 品川駅⇔袖ケ浦BT - 木更津駅
- 品川 - 長浦線（京浜急行バス・日東交通・小湊鉄道）: 品川駅⇔袖ケ浦BT - 袖ケ浦駅 - 長浦駅
- 渋谷 - 木更津線（東急トランセ・小湊鉄道）：渋谷駅（マークシティ）- 袖ケ浦BT - 木更津駅西口
- 新宿 - 木更津線【アクアライナー】（小田急ハイウェイバス・小湊鉄道）: 新宿駅⇔袖ケ浦BT - 木更津駅
- 新宿 - 三井アウトレットパーク線【アクアライナー】（小田急ハイウェイバス・小湊鉄道）: 新宿駅⇔三井アウトレットパーク
- 新宿 - 館山線【新宿なのはな号】（JRバス関東・日東交通）: 新宿駅⇔木更津羽鳥野BS - 君津BT - ハイウェイオアシス富楽里 - 館山駅
- 池袋 - 三井アウトレットパーク線（小湊鉄道）: 池袋駅⇔三井アウトレットパーク
- 新小岩 - 三井アウトレットパーク線（小湊鉄道）: 新小岩駅 - 一之江駅 - 葛西駅⇔三井アウトレットパーク

### 羽田空港 - 房総半島
- 羽田空港 - 木更津線（京浜急行バス・日東交通・小湊鉄道）: 羽田空港⇔木更津金田BT - 袖ケ浦BT - 木更津駅
- 羽田空港 - 君津線（京浜急行バス・日東交通）: 羽田空港⇔君津BT - 君津駅 - 君津製鉄所
- 羽田空港 - 五井・東金線（京浜急行バス・小湊鉄道）: 羽田空港⇔市原BT - 五井駅 - 東金駅
- 羽田空港 - 蘇我線（京浜急行バス・小湊鉄道）: 羽田空港⇔蘇我駅
- 羽田空港 - 大網線（東京空港交通・千葉中央バス）: 羽田空港⇔鎌取駅 - 誉田駅 - 土気駅 - 大網駅

### 神奈川 - 房総半島
- 川崎 - 木更津線（川崎鶴見臨港バス・日東交通・小湊鉄道）: 川崎駅 - 浮島BT⇔袖ケ浦BT - 木更津駅
- 川崎 - 三井アウトレットパーク線（京浜急行バス・川崎鶴見臨港バス・小湊鉄道）: 川崎駅⇔三井アウトレットパーク
- 横浜 - 木更津線（京浜急行バス・日東交通・小湊鉄道）: 横浜駅東口⇔袖ケ浦BT - 木更津駅
- 横浜 - 三井アウトレットパーク線（京浜急行バス・小湊鉄道）: 横浜駅東口⇔三井アウトレットパーク
- 横浜 - 五井線（京浜急行バス・小湊鉄道）: 横浜駅東口⇔市原BT - 五井駅
- 横浜・羽田空港 - 茂原線（京浜急行バス・小湊鉄道）: 横浜駅東口 - 羽田空港⇔市原鶴舞BT - 長南駐車場 - 茂原駅
- 横浜・羽田空港 - 館山線（京浜急行バス・日東交通）: 横浜駅東口 - 羽田空港⇔君津BT - ハイウェイオアシス富楽里 - 館山駅
- たまプラーザ・センター北 - 三井アウトレットパーク線（東急バス・小湊鉄道）: たまプラーザ駅 - センター北駅⇔三井アウトレットパーク

### 関西 - 房総半島
- USJ・大阪・京都 - 町田・木更津・君津線（夜行バス）【サン・アンド・ムーン】（大新東）: ユニバーサル・スタジオ・ジャパン - 難波OCAT - 梅田プラザモータープール - 京都駅八条口⇔町田BT - 木更津金田BT - 木更津駅 - 君津駅 - 君津BT（2021年12月17日運行開始）[67]

## 東京湾アクアラインが登場する作品
- 『ウルトラマンティガ』 - オープニングに完成前の横断道路を使って撮影された走行シーンがある。
- 『めちゃ×2イケてるッ!』 - 完成前の横断道路がオープニングにて撮影された。
- 『ビデオオプション』 - DVD「変だわスモーキー! Special」において鈴木学とスモーキー永田が開通当日の開通式に並び鈴木が取材している様子が収録されている[68]。
- 『ゴジラvsデストロイア』 - 完成前の横断道路が劇中に登場する。
- 『名探偵コナン 14番目の標的』 - 物語後半の舞台「アクアクリスタル」のモデルであり、エンディングに夜の東京湾アクアラインが実写で出てくる。
- 『20世紀少年』 - 橋、トンネルが破壊され孤立した海ほたるパーキングエリアが刑務所になっている。また、風の塔も半壊した状態で登場している。
- 『救急戦隊ゴーゴーファイブ』 - 本編とエンディングに登場する。
- 『バトルギア4』 - 最高速専門コース「超初級B」のモデル。「アフロライン」と書かれた標識が見られる。
- 『木更津キャッツアイ』 - アクアラインの近くに、マスター（演・佐藤隆太）が経営する飲み屋「野球狂の詩」がある。映画第1弾（日本シリーズ）では、ゴミンゴがアクアライン橋梁部をまたぐシーンがある。
- 『実写版キューティーハニー』 - 海ほたるパーキングエリアや東京湾アクアトンネル出口が、ハニー（演・佐藤江梨子）とゴールドクロー（演・片桐はいり）との冒頭の戦闘シーンで登場（ただし、東京湾アクアトンネル出口のシーンだけは、東京港臨海道路・臨海トンネルの東京ゲートブリッジ接続線口を代用して撮影されている）。
- 『THE FAST AND THE FURIOUS』 - コースの一つとして登場。橋は坂状ではなく平行。海ほたるパーキングエリアが溜まり場の一つであり、技術資料館「うみめがね」があるなど、ほぼ忠実に再現されている。
- 『東のエデン 劇場版II Paradise Lost』 - 主人公の1人である滝沢朗が、スクーターで夜のアクララインを川崎方面に向かって走行し、ジュイストレーラーが集結している海ほたるに向かうシーンがあるほか、「東のエデン」のメンバーが車で東京湾アクアトンネルを木更津方面に向かうシーンもある。
- 『ヨルムンガンド (漫画)』 - 主人公たちと日本の秘密諜報組織「SR班」による戦闘の舞台として登場。
- 『シティーハンター』 - 主人公の冴羽獠が乗る車が海ほたるを通るシーンがある。
- 『シン・ゴジラ』 - 冒頭で東京湾に侵入したゴジラに東京湾アクアトンネルと川崎人工島が破壊される。また、利用者が避難する様子も描かれている。
- 『クオリディア・コード』 - ヒロインの1人である天河舞姫がアクアラインを破壊してしまう。
- 『かぐや様は告らせたい〜天才たちの恋愛頭脳戦〜』 - 主人公たちがタクシーで木更津方面に向かい、アクアブリッジで走行中の車内から花火を見るシーンがある。
- 『劇場版 コード・ブルー -ドクターヘリ緊急救命-』 - 海ほたるで船がぶつかる事故があり、その時に登場する。ヘリで飛んでいるシーンも登場する。
- 『戦翼のシグルドリーヴァ』 - 東京湾アクアトンネルと川崎人工島、海ほたるパーキングエリアを舞台に戦闘が行われる。
- 『機動警察パトレイバー』 - 作中で描かれる架空の巨大土木事業「バビロンプロジェクト」は、地球温暖化による海面上昇に対処する目的で木更津第1人工島と川崎第2人工島を結ぶことによって東京湾に巨大な堤防を建設し、湾内の大部分を干拓して新たな土地を作り出す内容となっている。

## テレビ番組
- 日経スペシャル ガイアの夜明け 1000円高速 光と影 ～検証 値下げの経済効果～（2009年9月8日、テレビ東京）[69]。- アクアライン終日値下げの影響を取材。